# Palazzo Thurn und Taxis
Il palazzo Thurn und Taxis è un palazzo settecentesco di Francoforte sul Meno, in Germania.

## Storia
Anselmo Francesco di Thurn und Taxis (1714–1739), inaugurò la costruzione del palazzo a Francoforte sul Meno, intenzionato a trasferirsi in città dalla nativa Bruxelles. Dal 1748 il palazzo divenne la sede del quartier generale della fortuna dei Thurn und Taxis, e dal 1805 al 1813 fu residenza del principe primate e granduca di Francoforte, Karl Theodor von Dalberg. Dopo la restaurazione della Città libera di Francoforte, il palazzo divenne sede del Bundestag dal 1816 al 1866, l'Assemblea nazionale della Confederazione tedesca.
Nel 1895 il principe Alberto I di Thurn und Taxis vendette il palazzo alle poste dell'Impero, spostando tutto il mobilio interno nel castello di St. Emmeram a Ratisbona, dove ancora oggi si trova. Nel 1905 la città di Francoforte vi pose la sede del Museo di etnologia per le collezioni dell'esploratore Leo Frobenius.
Durante il 1943 ed il 1944 il palazzo venne pesantemente danneggiato dal bombardamento di Francoforte, preservandosi ad ogni modo in molte delle sue parti, con tracce di affreschi e lavori a stucco. Anche se la ricostruzione appariva possibile, la struttura venne demolita nel 1951, per la costruzione della torre delle telecomunicazioni. Il palazzo è stato successivamente ricostruito tra il 2004 ed il 2010 come parte del palais Quartier.